# شيرخان فرنود
شيرخان فرنود (بالبشتوية: شېرخان فرنود)‏ هو رئيس مجلس إدارة بنك كابل حتى أواخر عام 2010، ويُعتبر بنك كابل أكبر مؤسسة مالية خاصة في أفغانستان مع أكثر من مليون عميل. يمتلك شيرخان حوالي 28.16% من أسهم بنك كابل، كما يمتلك خطوط بامير الجوية بالشراكة مع خليل الله فروزي ومحمد فهيم ورُبما آخرون. اعتبارًا من أوائل عام 2011 وضع يرخان وخليل الله قيدَ الإقامة الجبرية ولا يمكنهم مغادرة البلاد. قبل اعتقاله، أمضى معظم وقته في دبي، حيث يمتلك عددًا من الفلل تحت اسمه في نخلة الجميرة.

## وفاته
تُوفي في 24 أغسطس 2018 في سجن باغرام، عن عمرٍ ناهزَ 57 عامًا.